# Crash d'un Douglas C-54 d'Alaska Air Fuel
Le 23 avril 2024, un Douglas C-54 d'Alaska Air Fuel s'est écrasé près de la rivière Tanana peu après son décollage, tuant sur le coup les deux pilotes, les seules personnes présentes à bord. L'avion, qui transportait du carburant entre Fairbanks et Kobuk, en Alaska, a subi une panne moteur pendant la montée. L'équipage a tenté de résoudre le problème et de retourner à l'aéroport, mais une explosion de carburant a détruit une partie des commandes des ailerons de l'appareil. Les pilotes n'ont ensuite pas pu récupérer de la perte de contrôle qui a suivi.
L'enquête, menée par le Conseil national de la sécurité des transports (NTSB), a révélé que l'entretien effectué sur le moteur n°1 (moteur extérieur gauche) n'a pas permis de réparer le réservoir de carburant, situé derrière le moteur, provoquant des fuites de carburant dans l'espace entre celui-ci et le moteur n°1. De plus, l'écrou permettant la mise en drapeau de l'hélice était mal installé. Lorsque les pilotes ont tenté de mettre en drapeau l'hélice du moteur défectueux, dont la cause n'a pas pu être déterminée, le tuyau de la pompe servant à la mise en drapeau a projeté de l'huile moteur sous haute pression autour du système d'échappement du moteur, provoquant un incendie. Le carburant qui s'était infiltré dans l'espace derrière ce moteur s'est ensuite enflammé, provoquant l'explosion, la perte de contrôle et le crash.

## Contexte

### Compagnie
Alaska Air Fuel est une compagnie aérienne américaine (FAR Part 91) basée à Wasilla, en Alaska. Spécialisé dans les vols cargo, elle transporte divers type de carburants vers les communautés isolées de l'Alaska. Le réseau routier limité de cet État rend souvent difficile et coûteux le transport par la route, ce qui rend le transport par les airs plus efficace. Pour cela, elle utilise le Douglas DC-4 et ses variantes pour transporter le carburant fourni par Crowley Fuels à travers l'État.

### Avion

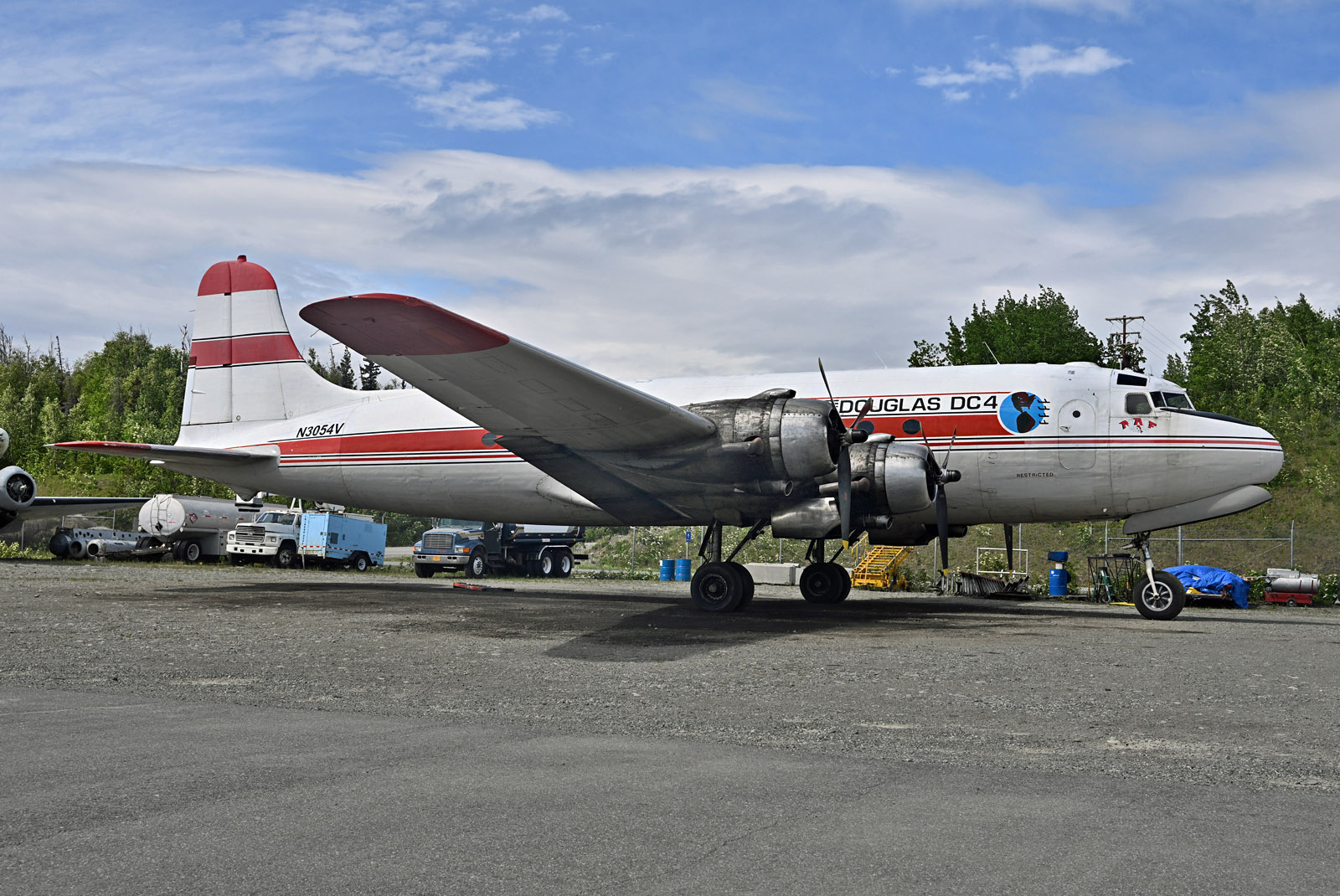
N3054V, le Douglas C-54 d'Alaska Air Fuel impliqué dans l'accident, photographié en juin 2023.

L'aéronef impliqué est un Douglas C-54D construit en 1945, une variante militaire du DC-4, immatriculé N3054V (numéro de série 10547). Il totalise 24 726 heures de vol et est équipé de quatre moteurs en étoile, de type Pratt & Whitney R-2000-7M2.
Ce quadrimoteur à hélice a d'abord servi dans l'U.S. Air Force, l'US Navy et la Royal Air Force pendant 31 ans et dans divers type d'opérations militaires. En 1976, la compagnie Aero Union (en), basée en Californie, l'a acquis et l'a converti en avion bombardier d'eau, dans le cadre de la lutte aérienne anti-incendie. En 2001, il a été transféré à une autre société basée en Arizona et, en 2007, à une compagnie effectuant du transport de carburant basée en Alaska. Finalement, Alaska Air Fuel a acquis l'appareil en 2013 et a réaménagé la cellule entre 2018 et 2020.

### Équipage
Ce vol était effectué avec seulement deux membres d'équipage à bord de l'avion. Le commandant de bord était John Sliwinski (68 ans), également propriétaire de la compagnie, et le copilote était Harry Secoy (63 ans). Le commandant Sliwinski totalisait 35 547 heures de vol, dont 20 980 heures comme commandant de bord. Le copilote Secoy totalisait 10 769 heures de vol, dont 4 061 heures en tant que commandant de bord.

## Accident

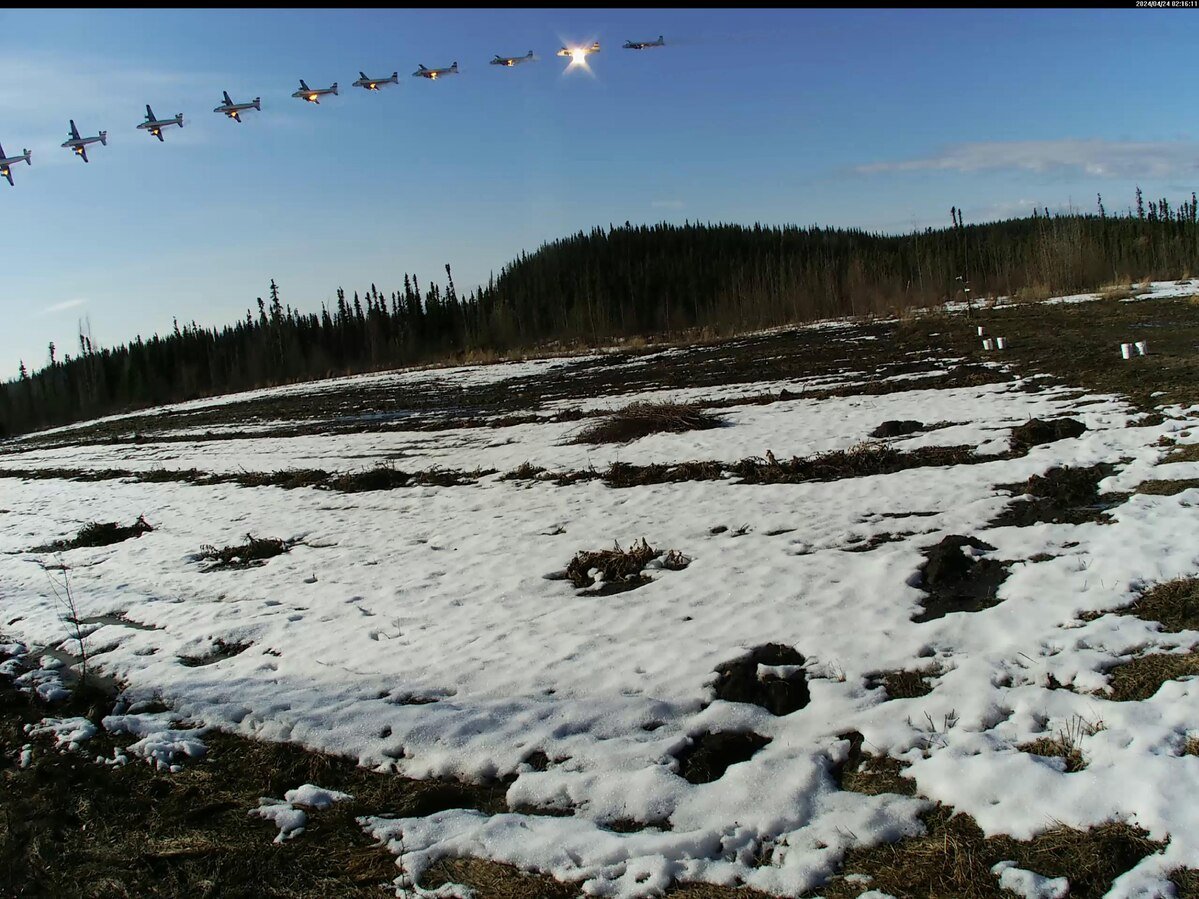
Une compilation d'images de vidéosurveillance, montrant les derniers instants de l'avion.

L'avion devait décoller de l'aéroport international de Fairbanks pour se rendre à l'aéroport de Kobuk, afin de transporter 13 000 litres de carburant sans plomb et deux réservoirs de propane de 380 litres. Il transportait également 4 900 litres de kérosène pour alimenter ses quatre moteurs. L'aéronef a ensuite été mis sous tension à 9 h 25 et a décollé de Fairbanks à 9 h 55. Peu après le décollage, il a commencé à virer vers l'ouest. Plusieurs témoins au sol ont alors vu de la fumée sortir du moteur n°1 (moteur extérieur gauche), qui ne fonctionnait alors plus. 
Trois minutes après le décollage, l'équipage a signalé un incendie au contrôle aérien (ATC) et a demandé un virage à gauche pour retourner à l'aéroport. Les images de vidéo surveillance ont montré de la fumée blanche et un incendie se développant derrière le moteur n°1. Quelques secondes après avoir appelé l'ATC pour signaler l'urgence, une violente explosion a été captée en provenance du moteur. L'avion a rapidement amorcé un virage serré à gauche et une descente incontrôlée. Le moteur n°1 s'est ensuite détaché de l'avion à environ 100 pieds (30 m) du sol et a atterri dans la rivière Tanana. À 10 h 03, l'Université de l'Alaska à Fairbanks a enregistré des données infrasons indiquant l'impact de l'avion avec le relief.
L'appareil a été pulvérisé lors de l'impact et un incendie s'est immédiatement déclaré. Les deux pilotes ont été tués dans l'accident. La majeure partie du carburant présent à bord a été consumée par l'incendie qui a suivi le crash. Les débris de l'avion étaient principalement concentrés sur une zone de 450 pieds (140 m) de long, près des rives de la rivière Tanana. Le moteur n°1 et d'autres débris de l'avion ont atterri sur la rivière gelée. La partie supérieure de l'aile gauche, le carter d'aileron du moteur et plusieurs fragments d'aluminium ont été retrouvés lors d'une recherche aérienne près du lieu de l'explosion en vol.

## Enquête
L'enquête sur cet accident a été menée par le Conseil national de la sécurité des transports (NTSB).
Les images d'une caméra de sécurité d'une ferme, située au sud-ouest de Fairbanks, ont montré un incendie et de la fumée provenant du moteur n°1. Une lumière vive a alors été émise depuis cette partie de l'aile gauche et l'avion a rapidement amorcé un virage serré à gauche de plus de 90°, avant de sortir du champ de la caméra.
Le NTSB a examiné l'historique de maintenance du C-54. Deux semaines avant l'accident, le moteur n°1 avait été remplacé par un moteur en état de marche, et une semaine avant l'accident, il avait été remplacé par un autre moteur révisé par Anderson Aeromotive. Selon le directeur des opérations d'Alaska Air Fuel, une fuite de carburant s'était développée au niveau du réservoir de l'aile gauche, près du moteur extérieur gauche. Une réparation a été tentée la veille de l'atterrissage de l'avion à Fairbanks, mais elle n'avait pas permis de colmater cette fuite. Lorsque le réservoir était plein, comme ce fut le cas plusieurs jours avant l'accident, du kérosène s'en écoulait à un rythme de cinq à dix gouttes par minute. Ce carburant pénétrait ensuite dans l'espace situé derrière le moteur n°1.
Ce dernier a été récupéré de l'épave et examiné par le NTSB après le crash. La plupart des composants du moteur ne présentaient aucun signe de dommages antérieurs à l'impact. À l'intérieur du système de mise en drapeau de l'hélice du moteur n°1, le raccord de la cloison AN était équipé d'un écrou, mais celui-ci n'était pas raccordé au tuyau d'huile correspondant. Le système d'échappement était recouvert de résidus d'huile externes et l'hélice se trouvait entre la position de mise en drapeau et la position normale. Le système de mise en drapeau de l'hélice de l'avion utilise un tuyau flexible d'huile relié à une pompe, servant à la mise en drapeau et montée sur la cloison pare-feu du moteur. L'huile circule à travers ce système pour mettre l'hélice en drapeau sur commande.
Le NTSB a conclu que le moteur extérieur gauche a perdu de la puissance peu après le décollage, pour des raisons indéterminées en raison des dommages post-impact et de l'incendie. L'équipage a alors tenté de mettre l'hélice de ce moteur en drapeau afin de réduire la traînée. Lorsque la pompe s'est activée, l'écrou mal installé a provoqué une projection d'huile autour du système d'échappement. L'incendie qui s'est alors déclaré a finalement mis le feu au carburant qui s'était écoulé dans l'espace derrière le moteur, provoquant une explosion. Celle-ci a entraîné la séparation d'une partie des commandes des ailerons, conduisant à la perte de contrôle de l'avion, à une altitude trop réduite pour permettre aux pilotes d'effectuer une récupération à temps.

## Conséquences
Plusieurs responsables du Département des Ressources Naturelles de l'Alaska (en) et du Département de la Conservation de l'Environnement de l'Alaska (en) (ADEC) se sont rendus sur les lieux, le lendemain de l'accident, afin d'évaluer l'impact environnemental. Les premières évaluations ont révélé que la majeure partie du carburant a brûlé lors de l'incendie post-accident, seules de petites quantités ont été retrouvé flottant dans la rivière Tanana. 
Des matières organiques présentes à la surface ont également brûlées pendant l'incendie. L'ADEC a annoncé qu'il ne nettoierait pas le site de l'accident, invoquant la faible quantité de carburant et la difficulté du terrain pour mener de telles opérations. Le NTSB prévoyait de se coordonner avec la compagnie d'assurance d'Alaska Air Fuel pour retirer les débris du site de l'accident, ce qui a été fait les 13 et 14 juin. 